# Велино
Велино е село в Североизточна България. То се намира в община Шумен, област Шумен.

## География
Село Велино е разположено на 20 km северно от град Шумен. То е едно от 25-те села в общината. Намира се на 260 m надморска височина. Населението му е 306 жители. Землището на селото е едно от най-големите и най-плодородните в областта. То обхваща 27 000 дка, от които 21 350 дка обработваема земя. Във Велино се намира една от най-старите църкви в района – „Св. Николай – летни“. Строежът е започнал през 1830 г., но е завършена едва през 1864 г. Църквата е вкопана 1 m в земята. Село Велино е богато на много селски (изворни) чешми, които се ползват от местното население: „Кара-Иван чешмаси“, „Дядо Тодоракиевата чешма“, „Бойчо-Ивановата чешма“, „Байрактаря“, „Бейгир чешма“ и др. Много къщи разполагат със собствени кладенци, които са голямо съкровище за стопаните. През селото минава и река, която се влива в местния микроязовир. Основният поминък на населението е животновъдството, земеделието, бъчварството.

## История

### Праистория
Най-ранните следи от човешко присъствие в региона на селото са при т. нар. „казъл таш“ (червена скала) – от неолита (7 хил. пр. Хр.) Тя се намира до с. Живково, висока е около 15 m и широка около 35 m. Преди около век братята Карел и Херменгилд Шкорпил разкопават могилата, изваждат счупени съдове, кости от животни, керамични отломъци и др.
В близката околност на селото се откриват и множество материали от енеолита (към село Калино), предимно фрагментирани глинени съдове.
Предполага се, че селото най-напред е било в местността „дерелика“, югоизточно от днешното село. Там на площ от 7 – 8 дек. има частични останките от жилища. Много от камъните от градежа на жилищата са били обгорени от огън. По това се съди, че селото е било най-вероятно опожарено, както и най-вероятната причина за неговото преместване. То се е преместило в местностите „чатмата“ и „Юртлук“ на изток и североизток от днешното село, в близост до старата турска махала има старо гробище. При копаене на силажни ями са открити човешки скелети, от разположението им се разбира, че мъртвите са били мохамедани. В района на старото селище, намиращо се в местността „Юртлука“, са открити основи на жилища с комини от зидовете, както и керамични съдове и тухли каквито имало само на старините в Плиска. Източно от днешното село, излизайки в посока с. Правенци, на кръстовището с черният път, хващайки десният черен път в посока Караиван чешмеси, в дясно се намира старо християнско гробище със запазени надгробни плочи. То било наречено „машатлък“, т.е. гробище на неверници. Надгробните плочи много наподобявали тези в с. Калугерица. На много от надгробните плочи са изобразени предмети и животни, които показвали с какво се е занимавал покойникът, например: ако той е бил шивач, на плочата му е издялана ножица или аршин, на овчаря е изобразено куче и гегя и т.н. Всичко това показва, че през османско владичество селището неколкократно променя местоположението си. Направеният извод от археолози и учени е, че селото по произход е старобългарско. Неотдавна бяха направени и разкопки в самия център на селото; пред сградата на читалището бяха открити останки от жилища и груба тракийска керамика от римската епоха. В югозападната част на двора на училището бе цялостно проучен комплекс от жилище-полуземлянка и яма за съхраняване на зърно. В най-западната част на днешното село (на около 400 m от центъра на селото) се откри некропол на ранносредновековното селище (VІІІ – ІХ в.) Проучени са общо седем гроба.

### Античност
Следи от тракийско поселение се откриват в самия център на съвременното село – на мястото на административната сграда. Още едно тракийско селище е съществувало в посока към село Коньовец (между селото и Кабиюшката могила). Близо до селото има две могили. През 20-те години на 20 век случайно е открита каменна плоча с латински надпис (посвещение на богиня Диана и бог Аполон) от времето на римския император Марк Аврелий. Плочата е датирана 161 – 169 г. По протежение на днешната жп линия е минавал римският път Марцианопол (Девня) – Абритус (Разград) – Сексагинта Приста (Русе). На няколко километра от селото се намира голямата римска крепост при село Войвода. Говори се, че в местността между Кабиюк и жп гарата е имало пещера с три ръкава, единият от които може би стигал до
Кабиюшката могила. Говори се още, че в тази пещера може би е имало и съхранено съкровище, но не е доказано. При строежа на жп гарата и пътя тази пещера е затрупана дори и без да се провери от нужните инстанции.

### Българско средновековие
В Късното средновековие територията на селото попада в близост до столицата Плиска (тя се намира само на 12 км източно). В района на днешното село е възможно да е имало наблюдателен пост, от който са предавани сигнали за Плиска и укреплението при село Коньовец. Около жп гара Велино е минавал път. Там е открит и един гроб от VIII – IX век (може би част от прабългарски некропол). През 80-те години на XX век при строеж на нова сграда, били открити две големи сребърни пластини, покрити с налепи от ръжда и пръст. Местният учител ги прибрал, но по-късно ги предал в музея в Шумен. Оказало се, че едната е накрайник за колан, а другата – шарнирна апликация. Предполага се, че те украсявали колана на известен български велможа от VIII век. Изказано е предположението, че находките от този тип са свързани с Кубер. Подобни находки са открити при Врап и Ерсеке (и двете в днешна Албания). Старо селище от този период се намира близо до днешния микроязовир. Друго селище е съществувало на няколко километра от днешното село в посока към село Правенци, по-точно между старите български гробища и Дядо Тодоракиевата чешма. Днес още си личи къде са били каменните зидове на къщите, те са били сравнително ниски. Стените не са били от камък или кирпич, а от плет, замазан с бяла или жълта пръст, примесена със слама. Дядо Велчо Андреев казвал, че чувал от по-старите, че хората, които са живели в това село, са били едри и високи, а мъжете ходели с високи калпаци.

### Османско владичество
През османския период селото носи името Имрихор, което е ранна османска титла, носена от първия султански коняр. За пръв път то се споменава под това име през 1573 г. По това време то обслужвало турски чифлик и имало 3 български и 6 турски къщи. През 1622 г. селото вече има 107 християнски къщи. По това време Лудогорието е било с преобладаващо българско население. Селото се споменава и през 1676 г. и 1689 г. Тогава то е било доста богато. Отбелязано е, че някои семейства притежавали по 800 глави овце. В района на гара Велино е минавал керванджийски път. Покрай него са върлували разбойници, и се разказват легенди за заровени съкровища. Около селото има данни и за действия на хайдути. Една от легендите от времето на османското владичество е легендата за „кадън Пена“ – хубава българка, която пристанала на заможен турчин от селото, без да е насилвана или принуждавана, а по собствено желание. Отрекла се от близки и приятели, както и те от нея, затова я наричали всички „кадън Пена“. По време на османската власт селото е било доста будно, населението се е борило за свободата си със зъби и нокти. В селото още се говори за строежа на местната църква и как самият дякон Васил Левски се е крил в нея от турците няколко дни.

### Българско възраждане
През 1741 г. през близкото село Становец минава френския търговец Жан-Клод Флаша. Той казва, че то се състояло от „множество мизерни колиби, покрити със слама“. Друг френски пътешественик – граф д'Отрив, свидетелства, че околните села са с наполовина турско и наполовина българско население. Той споменава още, че в тези райони за 40 години християнското население е намаляло 10 пъти. В началото на 19 век селото е с почти изцяло мюсюлманско население. Постепенно в селото се заселват множество българи от Сливенско. През 1854 г. в Имрихор идват 42 татари. Така се оформят 3 махали: турска (най-голяма), българска и татарска.
Заедно с татарите идват и черкези. В селото се заселва и донският казак Бони Иванов. През първата половина на 19 век той бяга от руската армия и се заселва в село Велино, тогава Имрихор. Оженва се за дъщерята на богат чорбаджия. Понеже владее добре няколко езика, спечелва доверието на местните турци. Преди Освобождението няколко години е кмет на селото. Основател на големия род Казакови. През 1861 г. селото има вече 50 български къщи. 1874 те са 61. Към тази дата от 44 села в околността само в 12 има българи (едно от тях е Имрихор). Останалите са изцяло турски. През 1830 г. започва строежът на църквата без позволение. Вкопават я наполовина в земята и обграждат с високи стени. За да не разберат турците, казвали, че строят на попа къща, турците обаче разбират и над българите се изсипват куп беди. Църквата на няколко пъти е разрушавана от турците, но нощем наново българите я въздигали. Въпреки всички трудности местното население си е извоювало правото да имат православен храм.
В по-късни години църквата няколкократно е разграбвана, килимите са задигани, иконите изгаряни, стените събаряни. Православният храм е завършен през 1864 г. (строен е цели 14 г.) носи името на „Свети Николай – летний“.
Храмовият празник е на 9 май (22 май стар стил). На този ден са пренесени мощите на „Св. Николай Чудотворец" от гр. Мира (древна Ликия – Мала Азия, където е починал на 6.12.342 г.) в гр. Бари, Италия.
Съборът на селото е ставал на Архангелов ден, предполагаемата причина сборът на селото да е на 8 ноември (Архангелов ден) а не на 9 май (летният Никулден) е, че в селото на преселилите се дермендеренци (с. Дермендере, днешно с. Гавраилово, Сливенско) се е тачел Архенгеловден. Говори се, че там имало останки от „касаба“ (изчезнал град) и манастир, наречен „Свети Архангел Михаил“.
През 1864 г. отваря врати училище. От 1874 г. се поддържат връзки с Шуменския революционен комитет. В селото има негово поделение.

### В свободна България
Веднага след Освобождението селото става център на община. През 1880 г. селото има 749 жители (529 българи; 191 турци и татари и 29 цигани). 1900 г. те са вече 905 (785 българи; 111 турци и 9 цигани). След Първата световна война турците се изселват. Към 1920 г. селото е с изцяло българско население. 1946 г. то достига 1305 души, но оттогава насам непрекъснато намалява. Днес в селото има около 310 къщи и приблизително толкова жители, предимно възрастни хора. През 1950 г. селото е преименувано на Велино в чест на Вела Пискова

## Население
Численост на населението според преброяванията през годините:
| \| Година на преброяване \| Численост \| \| --------------------- \| --------- \| \| 1934 \| 1228 \| \| 1946 \| 1305 \| \| 1956 \| 1162 \| \| 1965 \| 1085 \| \| 1975 \| 837 \| \| 1985 \| 537 \| \| 1992 \| 465 \| \| 2001 \| 400 \| \| 2011 \| 323 \| \| 2021 \| 214 \| |           |
| Година на преброяване | Численост |
| 1934 | 1228      |
| 1946 | 1305      |
| 1956 | 1162      |
| 1965 | 1085      |
| 1975 | 837       |
| 1985 | 537       |
| 1992 | 465       |
| 2001 | 400       |
| 2011 | 323       |
| 2021 | 214       |

### Етнически състав

#### Преброяване на населението през 2011 г.
Численост и дял на етническите групи според преброяването на населението през 2011 г.:
|                     | Численост | Дял (в %) |
| Общо                | 323       | 100,00    |
| Българи             | 312       | 96,59     |
| Турци               | 0         | 0,00      |
| Цигани              | 8         | 2,47      |
| Други               |           |           |
| Не се самоопределят |           |           |
| Неотговорили        | 2         | 0,61      |

## Културни и природни забележителности
На 25 март 1900 г. в селото е основано читалище „Земледелец“. В сградата на читалището се уреждали театрални представления, кинопрожекции и др. Била уредена и библиотека, съществуваща до днес. През 30-те години е закупен първият радиоприемник Филипс.
Днес благодарение на даренията на добри хора и усърдието на кмета е изграден нов здравен пункт, както и социален патронаж за стари хора, издигнат е паметник в памет на загиналите местни жители по време на войните за Освобождението на България. Паметникът е открит на 14 октомври 2011 г. и е обслужена панихида за загиналите от Главиницкия епископ Йоан, викарий на Варненския и Великопреславски митрополит д-р Кирил.

### Театър
Първото театрално представление в селото е през 1899 г. Представленията се изнасят в читалището. През 30-те и 40-те години на 20 век театралната му трупа се е славела като една от най-добрите в околността. Изнасяла е представления в близки и по-далечни села.
Към читалището е имало сформирани групи за самодеен и автентичен фолклор. Днес съществува само женска певческа група, която участва на местни и окръжни празници, като пресъздава местните обичаи, нрави и песни.

### Кино
В селото е имало и редовни кинопрожекции, които са прекратени.

### Училище
Основите на училищното дело в селото са положени през 1864 г. Тогава учебните занятия се водят в една от селските къщи, а учениците са били 10 – 12. Известно време училището се е помещавало в една стаичка, пригодена за целта в местната църква. През 1882 г. е построена нова сграда с две помещения. През 1905 г. учениците са 135, а учителите само 3. През 1907 г. са вече 149 в 2 стаи и с 3 учители. През 1938 г. започва строеж на нова сграда. През 1944 г. в нея е разквартирувана жандармерийска част. През 1955 г. училището е електрифицирано. Училището е закрито поради липса на достатъчно ученици.

### Детска градина
През 1947 г. започва да работи полудневна градина за децата от предучилищна възраст. Детската градина е закрита поради липса на деца в селото.

## Редовни събития
На 9 май всяка година хората от селото се събирали за да отпразнуват празника на храма „Св. Николай – Летни“ и свещеникът отслужвап св. литургия. Това е било преди много години, дълго време тази традиция не се е спазвала. Въпреки трудния живот, промяната в самите хора през 2009 г. тази традиция се възражда отново.
За радост на местното население днес (2010 г.) почти 150 г. църква е ремонтирана и възстановена изцяло, както и килийното у-ще към нея. Днес тя започва да пише най-новата си история благодарение на кмета, Д. Димитров, енорийския свещеник отец Иван, спонсорите – църковното настоятелство, училищно настоятелство в селото, както и фирма „Пестицид“ ЕООД, дарили значителни суми за основния ремонт и не на последно място – строителната фирма „Тича-96“ ООД, извършила ремонта на храма, чийто управител Румен Маринов Вичев е с Велински корени.
Селският събор бил на 8 ноември (Архангеловден), но от дълги години местното население го прави последната неделя от ноември. Много разкази са разказани от по-старото население как се е празнувала Нова година, селският събор, Ивановден, Йордановден, Бабинден и особено Трифон Зарезан, както и други празници, които са били традиция за местното население. Във всички случаи са се веселили от сърце, с пълните котли вино и ракия, приготвени от стопаните, обилните софри, приготвени от домакините, и не на последно място – веселбата, която е ставала във всяка Велинска къща с хората, песните и музиката. На първо място е била почитта, уважението („хатъра“, както се е казвало) към старите в семейството.

## Личности
- Магдалена Костадинова, р. 1944 г. – доктор по филология и доцент в ШУ „Епископ Константин Преславски“. Била е лектор и в град Краков, Полша.
- Трифон Панайотов – учител, на който един период от живота му е минал в с. Велино. Книгата (исторически очерк) за селото е написана от него, съумял е да представи действителността и истината от първите стъпки по земите на селото на базата на разказите на местните жители.
- Димитрина Бошнакова – народен представител в Осмото народно събрание от парламентарната група на БЗНС, живяла в селото.

## Други
През осемдесетте години е съществувала фолклорна група състояща се от танцов състав (малки и големи) и женска певческа група. Фолклорната група е представяла селото на много събори в Копривщица, Рожен, на конкурси по надпяване и надиграване и др. Керанка Д. Чобанова е известна в миналото певица с богат репертоар от песни, събирани в процес на цял един живот. От по-младите изявили се като певици са Мика Марчева и Калинка Бянкова. Райко Стефанов е познат като гайдарджията в селото и околността.
Селото нашумява със своеобразния си „Клуб на заврените зетьове“, основан през 1981 г., провеждащ се през февруари. Подобни клубове има и в други райони на страната (с. Самоводене, Великотърновско, кв. Макак – Шуменско). Понастоящем също има женска певческа група за автентичен фолклор, която представя селото както на собствените си празници, така и на други общоселски празници, събори и др.
На 5 km от селото преминава първата жп линия Варна – Русе, със построена масивна сграда за гара, на която до 2011 г. са спирали бързи и пътнически влакове. През 2022 г. сградата е разрушена, гара не съществува, а трасето е направено скоростна отсечка.

### Кухня
Кухнята е характерна за края си, преобладават повече така наречените яхнии както и супи (постни или местни) с характерната застройка (запръжка) с брашно и червен пипер. Понякога се включва и киселото мляко и яйцето, но при определени гозби. Много са традиционните ястия, които се приготвят. Например на селския събор курбанът (агнето или ярето) задължително се готви (мята) в пещта. Паралелно с месото се мята и дробено (булгур, ориз и предварително сварените дреболии), може и зеле. А ако остане място в пещта, се мята и тиква. Друго ястие, което се приготвя и сервира от домакинята по традиция на този ден, е [сладка капама], така наречената „сиктир манджа“, приготвя се от обелени дребни картофки, дребни лукчета и разнообразни сушени плодове. Всичко това се вари на слаб огън, докато продуктите си пуснат соса, после се подслажда, ако е необходимо. Много често се правят лозови и зелеви сарми, а когато се заколи прасето по Коледа, задължително се приготвя кебап и дроб завит в було (на фурна). Типично за с. Велино е приготвянето на разхладителната напитка, наричана „бурч“ (приготвя се от диви круши). Почти във всяка къща се е слагало и продължава да се слага качето (бидонът) с обикновената туршия (пипер, морков, зелени домати), в чиято саламура не се слага нито оцет, нито захар, а само морска сол, вода, листа от дюля, дрян, вишна и лозов лист. Особено на почит е млечната баница, изпичана в пещта за хляб. Приготвя се от домашно разточени кори и домашно заквасено с мая за сирене мляко. Често се прави и къпаната баница, тя също се приготвя от домашно разточени кори, но от предварително изпечени на туча на печката на дърва. Така могат корите да се съхраняват и месец (завити в „бохчата на баба“). Вече изпечените кори се потапят в предварително затоплена вода, в която се слага мазнина и сол, а след това се редят в тава, като по между тях се слага и сирене. Специфичното при тази баница е, че не се пече във фурната или пещта за хляб, а върху туча на печката, първо от едната страна, а после се обръща от другата.
Има и други специфични ястия за селото, които се приготвят по традиция, било то в ежедневието или по празници. Те са се предавали и предават от баби и майки на дъщери и снахи.